# GFAJ-1
GFAJ-1 je extrémofilní bakterie z čeledi Halomonadaceae, o které se předpokládalo, že dokáže nahradit fosfor (resp. fosfát) arsenem (resp. arseničnanem) ve své DNA a v dalších biomolekulách. Byla izolována americkou geobioložkou Felise Wolfeovou-Simonovou z vod kalifornského jezera Mono. Původní objev posiloval dlouhotrvající představu, že případný život na jiných planetách by mohl mít odlišné chemické složení od života na Zemi. Na výzkum se nicméně brzy po zveřejnění snesla kritika ze strany vědecké veřejnosti. Tvrzení, že je tato bakterie schopna nahradit atomy fosforu atomy arsenu ve své DNA, bylo vědeckou komunitou později vyvráceno.